# Radosław Orchowicz

Bischofswappen von Radosław Orchowicz

Radosław Orchowicz (* 21. Januar 1970 in Wysoka) ist ein polnischer Geistlicher und römisch-katholischer Weihbischof in Gniezno.

## Leben
Radosław Orchowicz studierte Philosophie und Theologie am Priesterseminar in Gniezno und empfing am 21. Mai 1994 das Sakrament der Priesterweihe für das Erzbistum Gniezno.
Nach Tätigkeiten in der Pfarrseelsorge wurde er im Jahr 2003 persönlicher Sekretär von Weihbischof Wojciech Polak und Diözesanjugendseelsorger. 2010 wurde er Pfarrer in Inowrocław und 2011 zusätzlich Gefängnisseelsorger. Im selben Jahr wurde er an der Adam-Mickiewicz-Universität Posen zum Dr. theol. promoviert. Seit 2013 war er Mitglied der Diözesankommission für die Priesterausbildung, seit 2016 stellvertretender Dekan des Dekanats Inowrocław und seit 2018 Mitglied des Wirtschaftsrates des Priesterseminars in Gniezno.
Am 26. Januar 2022 ernannte ihn Papst Franziskus zum Titularbischof von Surista und zum Weihbischof in Gniezno. Der Erzbischof von Gniezno, Wojciech Polak, spendete ihm am 19. März desselben Jahres die Bischofsweihe. Mitkonsekratoren waren der Apostolische Nuntius in Polen, Erzbischof Salvatore Pennacchio, und der Bischof von Włocławek, Krzysztof Wętkowski.